# Magen Dan
Magen Dan (hebr. מגן דן; pol. Tarcza Dana) – nieautoryzowane osiedle żydowskie położone w samorządzie regionu Szomeron, w Dystrykcie Judei i Samarii, w Izraelu.
Leży w zachodniej części Samarii, w otoczeniu miasteczka Elkana, osiedla Sza’are Tikwa, oraz arabskiej wioski Azzun Atma. Na południe od osiedla przebiega mur bezpieczeństwa oddzielający Izrael od Autonomii Palestyńskiej. Po stronie palestyńskiej znajduje się arabskie miasto Az-Zawija.

## Historia
29 listopada 1947 roku Zgromadzenie Ogólne Organizacji Narodów Zjednoczonych przyjęło Rezolucję nr 181 w sprawie podziału Palestyny na dwa państwa: żydowskie i arabskie. Tutejsze tereny miały znajdować się w państwie arabskie i w wyniku wojny o niepodległość w 1948 znalazły się pod okupacją Jordanii.
Podczas wojny sześciodniowej w 1967 ziemie te zajęły wojska izraelskie. Tutejsze osiedle powstało nielegalnie w maju 1999. W 2004 wybudowano w pobliżu osiedla mur bezpieczeństwa, które de facto przyłączył te ziemie do Izraela. Osiedle zostało uznane w czerwcu 2006. Przyznano wówczas mu ziemię i środki na budowę infrastruktury, jednak dalsze plany przewidują istnienie w tym miejscu tylko punktu obsługi podróżnych. Pomimo to w marcu 2009 rząd przedstawił plan rozbudowy osiedla.

## Komunikacja
Z osiedla wyjeżdża się na południe na drogę ekspresową nr 5  (Tel Awiw–Ari’el). Lokalna droga prowadzi na północny wschód do miasteczka Elkana.